# Alonso de Barrionuevo
Alonso de Barrionuevo   (Madrid, segle XV - segle XVI) va ser un escriptor i servidor reial castellà, secretari de Carles V.
Membre de la família d'aquest cognom de la vila de Madrid, d'on hom el fa natural. Va ser secretari de l'emperador Carles V. Va ser autor d'una La vida del Gran Capitán Don Gonzalo Fernández de Córdova, una biografia del noble i militar Gonzalo Fernández de Córdoba, que es desconeix si va ser publicada. L'erudit Nicolás Antonio la cita a la seva obra bibliogràfica, mentre que el degà de la catedral de Toledo, Diego de Castilla, va afirmar que va llegir la crònica que va fer Barrionuevo i va considerar-la de les millors que es van fer sobre la figura del Gran Capità malgrat haver-se fet per relació dels fets i no per testimoni directe de l'autor.